# Долина Луари

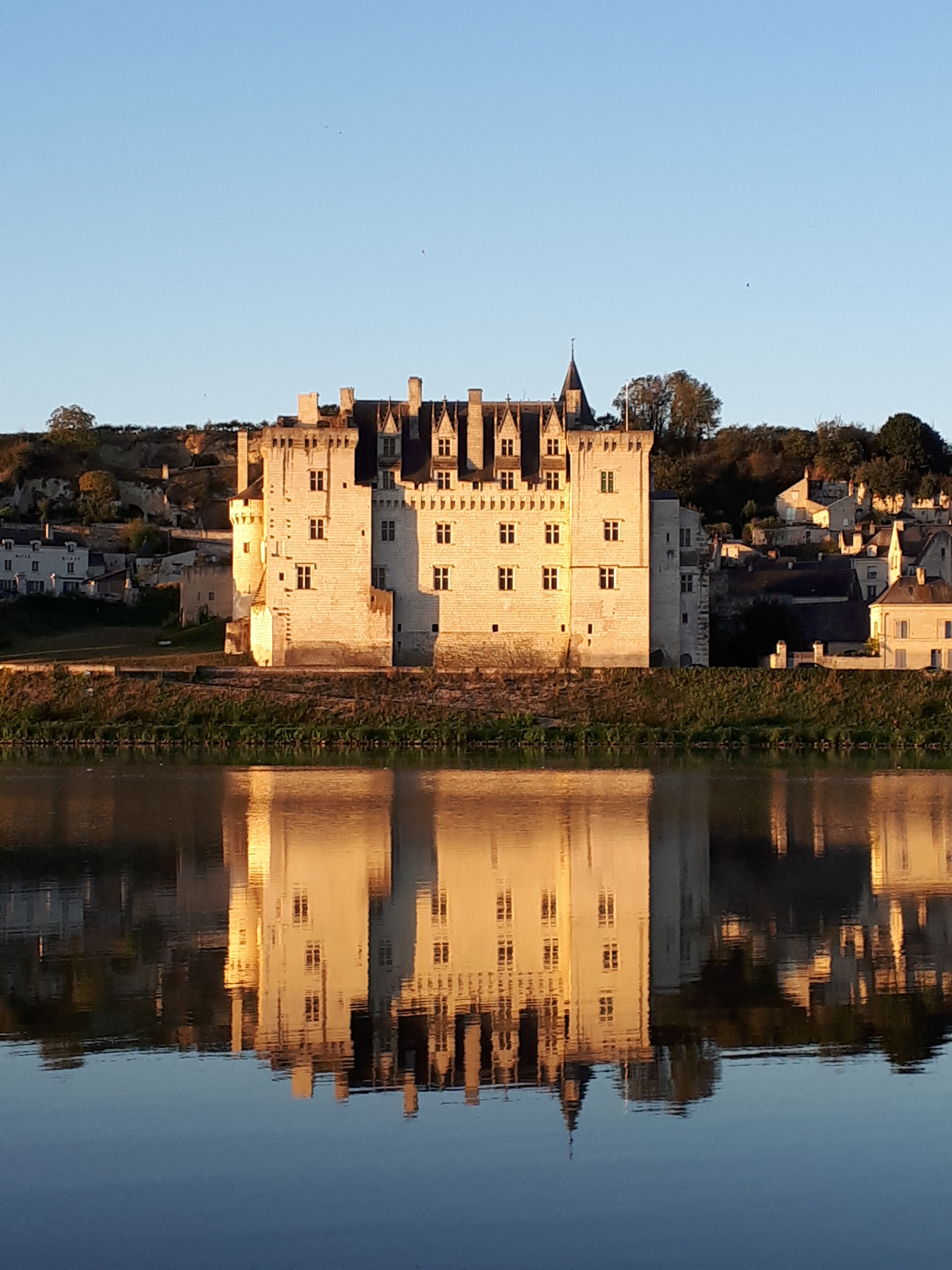
Замок Монсоро.

Долина Луари (фр. Val de Loire) — географічний регіон у Франції за течією річки Луари. Долина включена в список об'єктів світової спадщини ЮНЕСКО. Регіон знаменитий своїми виноградниками та замками. 

## Географія
Долина Луари перетинає Францію з південного сходу на північний захід, а в районі Орлеана повертає на захід. Входить до складу регіону Центр-Пеї-де-ла-Луар з адміністративним центром в Орлеані.

## Виноградники

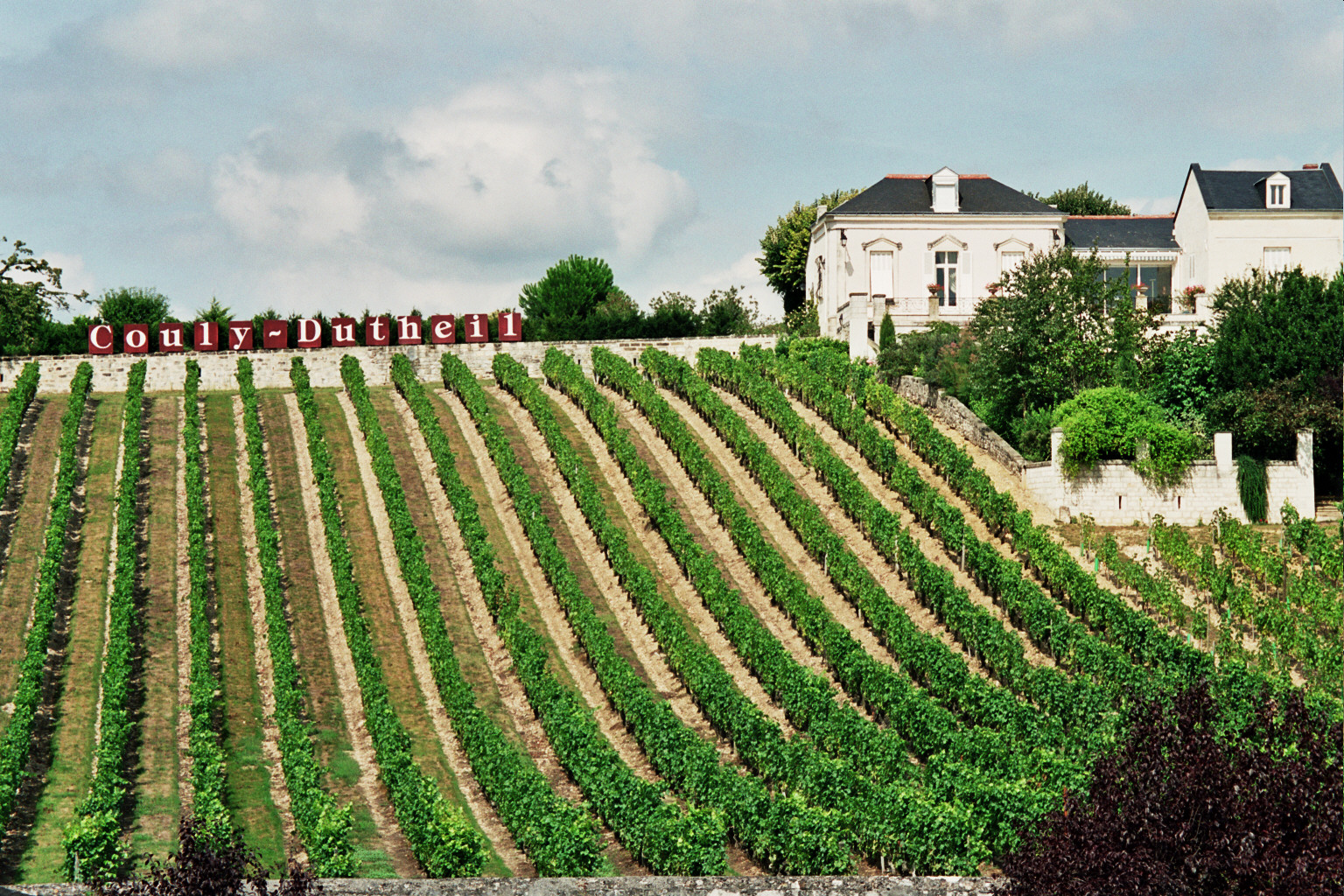
Один з виноградників долини

Виноградники існували на території долини вже за часів Римської імперії.
Наприкінці XIX століття велику частину виноградників було знищено нашестям філоксери.

## Замки
У період, що передував будівництву палацу у Версалі, долина Луари була основним місцем розташування у Франції заміських резиденцій короля та придворних. Усього в «долині» є не менше шістдесяти замків, відкритих для огляду публіки. Найбільші з них є державними музеями, але деякі досі перебувають у приватній власності, зокрема замок Амбуаз, який французька держава повернула спадкоємцям королівської родини. Замки розташовані переважно в середній течії річки. Велика частина з них побудована ще в середньовіччі, але перебудована в епоху Відродження.